# Нид Алманд
Нид Алманд (фр. Nied Allemande) је река у Француској. Дуга је 58 km. Улива се у Нид. 